# LISTEN TO MY HEART (음반)
《LISTEN TO MY HEART》는 보아가 일본에서 발매한 첫 번째 앨범이다. 2001년 5월 일본에서 〈ID; Peace B〉로 데뷔한 이후 8개월 여 만에 발매되었는데, 2002년 1월 17일 발매된 4번째 싱글 〈LISTEN TO MY HEART〉와, 앨범과 동시발매되었던 5번째 싱글 〈Every Heart-ミンナノキモチ-〉를 포함하여 총 14곡이 수록되어 있다.
앨범은 타이틀 곡인 〈LISTEN TO MY HEART〉로 시작된다. 이 곡은 일본의 휴대전화 광고 음악으로 쓰이며 큰 히트를 기록했다. 두 번째 트랙 〈POWER〉는 한국에서 발매한 스페셜 앨범 《Don't start now - jumping into the world》에 수록되었던 록 스타일의 곡이다. 스페셜 앨범의 타이틀 곡이었던 〈Don't start now〉도 번안되어 이 앨범의 네 번째 트랙으로 수록되었다. 〈Don't start now〉는 앨범 발매 2달 정도 후에 5만장 한정 싱글로 발매되었다.
열두 번째 트랙 〈Nothing's gonna change〉는 보아가 처음으로 작사·작곡에 도전한 발라드 곡이다. 떨어져 있는 연인에게 다시 만날 때까지 변하지 말아달라고 당부하는 가사의 곡이다. 마지막 트랙은 〈the meaning of peace〉인데, 이 곡은 원래 9·11 테러 테러를 추모하기 위해 코다 쿠미와 함께 부른 듀엣곡으로, 2001년 12월 19일에 싱글로 발매되었다. 곡의 작사·작곡은 아무로 나미에, TRF의 프로듀서였던 코무로 테츠야가 맡았다. 이 앨범에 수록된 곡은 듀엣곡이 아닌 보아 솔로곡이다.

## 트랙 리스트
| CD   | CD                                                        | CD                                                                           | CD                                                                           | CD       |
| 트랙 | 수록곡                                                    | 작사·작곡·편곡                                                               | 작사·작곡·편곡                                                               | 길이     |
| ---- | --------------------------------------------------------- | ---------------------------------------------------------------------------- | ---------------------------------------------------------------------------- | -------- |
| 01   | LISTEN TO MY HEART                                        | 작사 : 와타나베 나츠미 / 작곡·편곡 : 하라 가즈히로                           | 작사 : 와타나베 나츠미 / 작곡·편곡 : 하라 가즈히로                           | 3분 56초 |
| 02   | POWER                                                     | 작사 : 미하라 마키 / 작곡·편곡 : 하라다 켄                                   | 작사 : 미하라 마키 / 작곡·편곡 : 하라다 켄                                   | 4분 9초  |
| 03   | Every Heart-ミンナノキモチ- Every Heart-모두의 마음-      | 작사 : 와타나베 나츠미 / 작곡 : BOUNCEBACK 편곡 : h-wonder                   | 작사 : 와타나베 나츠미 / 작곡 : BOUNCEBACK 편곡 : h-wonder                   | 4분 32초 |
| 04   | Don't start now                                           | 작사：유영진 / 일본어 작사 : 에비네 유코 작곡 : Peter rafeison, Jeff Vincent | 작사：유영진 / 일본어 작사 : 에비네 유코 작곡 : Peter rafeison, Jeff Vincent | 3분 43초 |
| 05   | 気持ちはつたわる [마음은 전해진다]                        | 작사 : 강진화 / 작곡 : BOUNCEBACK / 편곡 : AKIRA                             | 작사 : 강진화 / 작곡 : BOUNCEBACK / 편곡 : AKIRA                             | 4분 23초 |
| 06   | Share Your Heart (with me)                                | 작사 : 에비네 유코 / 작곡 : 무라마츠 테츠야 / 편곡 : AKIRA                   | 작사 : 에비네 유코 / 작곡 : 무라마츠 테츠야 / 편곡 : AKIRA                   | 4분 36초 |
| 07   | Dreams come true                                          | 작사 : 미하라 마키 / 작곡·편곡 : 하라다 켄                                   | 작사 : 미하라 마키 / 작곡·편곡 : 하라다 켄                                   | 4분 54초 |
| 08   | Amazing Kiss                                              | 작사·작곡·편곡 : BOUNCEBACK                                                  | 작사·작곡·편곡 : BOUNCEBACK                                                  | 4분 33초 |
| 09   | happiness                                                 | 작사·작곡 : 후카미 마호 / 편곡 : 카와노 케이                                 | 작사·작곡 : 후카미 마호 / 편곡 : 카와노 케이                                 | 4분 32초 |
| 10   | ID; Peace B                                               | 작사·작곡·편곡 : 유영진 / 일본어 작사 : 마츠무로 마이                        | 작사·작곡·편곡 : 유영진 / 일본어 작사 : 마츠무로 마이                        | 3분 53초 |
| 11   | Nobody But You                                            | 작사 : 와타나베 나츠미 / 작곡 : 모리모토 코스케 편곡 : AKIRA                 | 작사 : 와타나베 나츠미 / 작곡 : 모리모토 코스케 편곡 : AKIRA                 | 3분 45초 |
| 12   | Nothing's gonna change                                    | 작사 : 보아, 와타나베 나츠미 / 작곡 : 보아 편곡 : 카와노 케이                | 작사 : 보아, 와타나베 나츠미 / 작곡 : 보아 편곡 : 카와노 케이                | 5분 23초 |
| 13   | LISTEN TO MY HEART (Hex Hector Main Mix: English version) | 편곡 : Hex Hector for Ground Control Productions                             | 편곡 : Hex Hector for Ground Control Productions                             | 4분 10초 |
| 14   | the meaning of peace                                      | 작사·작곡·편곡 : 코무로 테츠야                                               | 작사·작곡·편곡 : 코무로 테츠야                                               | 5분 2초  |

## 차트 기록
| 차트           | 순위 |
| 주간 앨범 차트 | 1    |
| 연간 앨범 차트 | 12   |